# Ở trường cô dạy em thế
Ở trường cô dạy em thế (tên gốc của bài hát bằng tiếng Nga: Чему учат в школе) là một bài hát thiếu nhi Liên Xô. Lời bài hát đã được nhạc sĩ Phạm Tuyên dịch ra tiếng Việt. Bài hát này phổ biến trong thiếu niên nhi đồng Việt Nam vào khoảng thập niên 1980. Bài hát này thường được thiếu nhi Liên Xô hát trong Ngày Tri thức (ngày khai trường).

## Tác giả
Tác giả phần lời bài hát là Mikhail Plyatskovsky, soạn nhạc: Vladimir Shainsky

## Lời bài hát
| Буквы разные писать Тонким перышком в тетрадь Учат в школе, учат в школе, учат в школе. Вычитать и умножать Малышей не обижать Учат в школе, учат в школе, учат в школе. Вычитать и умножать малышей не обижать Учат в школе, учат в школе, учат в школе. К четырем прибавить два По слогам читать слова Учат в школе, учат в школе, учат в школе. Книжки добрые любить И воспитанными быть Учат в школе, учат в школе, учат в школе. Книжки добрые любить И воспитанными быть Учат в школе, учат в школе, учат в школе. Находить Восток и Юг рисовать квадрат и круг Учат в школе, учат в школе, учат в школе. И не путать никогда Острова и города Учат в школе, учат в школе, учат в школе. И не путать никогда Острова и города Учат в школе, учат в школе, учат в школе. Про глаголы про тире И про дождик на дворе Учат в школе, учат в школе, учат в школе. Крепко-накрепко дружить С детства дружбой дорожить Учат в школе, учат в школе, учат в школе. Крепко-накрепко дружить С детства дружбой дорожить Учат в школе, учат в школе, учат в школе. | Từng nét chữ xinh xinh thẳng hàng Ngòi bút viết theo tay nhịp nhàng Điều hay ấy chúng em được biết chính cô dạy em thế Học phép tính biết cách nhân chia Chẳng đánh mắng những bé em thơ Điều hay ấy chính cô dạy em ở mái trường mến yêu. Học phép tính em quen dần dần Đọc ghép chữ xinh xinh thành vần Điều hay ấy chúng em được biết chính cô dạy em thế Học những cuốn sách quý thân thương Thành những thiếu nhi rất chăm ngoan Điều hay ấy chính cô dạy em ở mái trường mến yêu. Nhìn thế giới quanh em hiền hòa Giọt nước mắt mưa rơi thềm nhà Điều hay ấy chúng em được biết chính cô dạy em thế Đoàn kết tốt gắn bó keo sơn Từ tấm bé đã biết yêu thương Điều hay ấy chính cô dạy em ở mái trường mến yêu. |

## Trong văn hóa đại chúng
Ca khúc này từng được các nhà sản xuất của VFC đặt lời mới trong chương trình Gặp nhau cuối năm năm 2013 .